# Ministeri de Cooperació al Desenvolupament Internacional de Suècia
El ministre de Cooperació per al Desenvolupament Internacional és el ministre del Govern de Suècia responsable d'ajuda externa al desenvolupament mundial. El ministre del gabinet és, com la resta del Govern de Suècia, designat i nomenat pel Primer Ministre de Suècia, que al seu torn és nomenat pel Riksdag. El ministre del gabinet pertany al Ministeri de Relacions Exteriors.
El càrrec fou creat en 1954 i el primer càrrec electe fou Ulla Lindström. Lindström és també la persona que ha servit en aquest càrrec durant més temps, 12 anys. L'actual càrrec és ocupat per Isabella Lovin, nomenada el 3 d'octubre de 2014.

## Llista de Ministres
| №  |                     | Ministre                      | Pren possessió         | Deixa el càrrec        | Temps en el càrrec | Partit              | Primer Ministre                                                   |
| -- | ------------------- | ----------------------------- | ---------------------- | ---------------------- | ------------------ | ------------------- | ----------------------------------------------------------------- |
| 1  | Ulla Lindström      | Ulla Lindström (1909–1999)    | 4 de juny de 1954      | 31 de desembre de 1966 | 12 anys, 210 dies  | Socialdemòcrata     | Tage Erlander (S)                                                 |
| 2  | Gertrud Sigurdsen   | Gertrud Sigurdsen (n. 1923)   | 3 de novembre de 1973  | 8 d'octubre de 1976    | 2 anys, 340 dies   | Socialdemòcrata     | Olof Palme (S)                                                    |
| 3  | Ola Ullsten         | Ola Ullsten (n. 1931)         | 8 d'octubre de 1976    | 18 d'octubre de 1978   | 2 anys, 10 dies    | Popular-liberal     | Thorbjörn Fälldin (C)                                             |
| 4  | Lena Hjelm-Wallén   | Lena Hjelm-Wallén (n. 1943)   | 17 d'octubre de 1985   | 4 d'octubre de 1991    | 5 anys, 352 dies   | Socialdemòcrata     | Olof Palme (S) (1985 – 1986) Ingvar Carlsson (S) (1986 – 1991)    |
| 5  | Alf Svensson        | Alf Svensson (n. 1938)        | 4 d'octubre de 1991    | 7 d'octubre de 1994    | 3 anys, 3 dies     | Demòcrata-Cristians | Carl Bildt (M)                                                    |
| 6  | Pierre Schori       | Pierre Schori (n. 1938)       | 7 d'octubre de 1994    | 11 de juny de 1999     | 4 anys, 247 dies   | Socialdemòcrata     | Ingvar Carlsson (S) (1994 – 1966) Göran Persson (S) (1996 – 1999) |
| 7  | Maj-Inger Klingvall | Maj-Inger Klingvall (n. 1946) | 14 de setembre de 1999 | 16 de novembre de 2001 | 2 anys, 63 dies    | Socialdemòcrata     | Göran Persson (S)                                                 |
| 8  | Jan Olov Karlsson   | Jan Olov Karlsson (n. 1939)   | 7 de gener de 2002     | 9 d'octubre de 2003    | 1 any, 275 dies    | Socialdemòcrata     | Göran Persson (S)                                                 |
| 9  | Carin Jämtin        | Carin Jämtin (n. 1964)        | 10 d'octubre de 2003   | 6 d'octubre de 2006    | 2 anys, 361 dies   | Socialdemòcrata     | Göran Persson (S)                                                 |
| 10 | Gunilla Carlsson    | Gunilla Carlsson (n. 1963)    | 6 d'octubre de 2006    | 17 de setembre de 2013 | 6 anys, 346 dies   | Moderat             | Fredrik Reinfeldt (M)                                             |
| 11 | Hillevi Engström    | Hillevi Engström (n. 1963)    | 17 de setembre de 2013 | 3 d'octubre de 2014    | 1 any, 16 dies     | Moderat             | Fredrik Reinfeldt (M)                                             |
| 12 | Isabella Lövin      | Isabella Lövin (n. 1963)      | 3 d'octubre de 2013    | En el càrrec           | 10 anys, 163 dies  | Verds               | Stefan Löfven (S)                                                 |